# Моя борьба (фильм)
«Моя борьба» (нем. Mein Kampf) — антифашистская драма с элементами комедии Урса Одерматта, экранизация одноименной пьесы венгерского и немецкого драматурга еврейского происхождения Георга Табори (1914—2007).

## Сюжет
Сюжет повествует о пятилетнем (1908—1913) периоде юного (19-24 года) Адольфа Гитлера, прибывшего в Вену в 1908 г. для поступления в академию художеств. Поселившись в «приюте для бедных художников» мадам Мершмайер, Гитлер знакомится с евреем Шломо Херцлем, который пишет книгу «Моя борьба» и, опекая юношу, пытается всячески ему помочь. Однако Гитлер скептически относится к стараниям еврея. Также Гитлер знакомится с националистически настроеным мясником, работающим в лавке мадам Мершмайер. Это знакомство зарождает в Гитлере первые мысли о «чистоте арийской расы». Постепенно Адольф начинает всё с большим предубеждением относиться к евреям, и в частности, к Шломо, имеющим связь с юной немкой Гретхен, что приводит к трагическим последствиям.

## В ролях
| Актёр            | Роль            |
| ---------------- | --------------- |
| Том Шиллинг      | Адольф Гитлер   |
| Гёц Георге       | Шломо Херцль    |
| Анна Унтербергер | Гретхен         |
| Бернд Биркхан    | Лобковиц        |
| Вольф Бахофнер   | Химмлишт        |
| Элизабет Орт     | фрау Тод        |
| Карин Нойхёйзер  | фрау Мершмайер  |
| Эрнст Станковски | ректор академии |